# Сатна (город)
Сатна (англ. Satna, хинди सतना) — город и муниципалитет на северо-востоке индийского штата Мадхья-Прадеш. Административный центр округа Сатна.

## География и климат
Расположен к западу от города Рева, на высоте 314 м над уровнем моря.

## Население
По данным переписи 2011 года население города Сатна составляет 280 248 человек. Население городской агломерации по данным этой же переписи — 283 004 человека.
По данным прошлой переписи 2001 года население города насчитывало 225 468 человек. Доля мужчин на тот период составляла 53 %; доля женщин — 47 %. Уровень грамотности составлял 70 %, что выше среднего по стране показателя 59,5 %. Грамотность среди мужчин — 76 %; среди женщин — 62 %. Доля детей в возрасте младше 6 лет — 15 %. Основной язык населения — хинди.

## Экономика
Основу экономики города составляет производство цемента. В Сатне производится около 8 — 9 % всего индийского цемента.

## Транспорт
В городе имеется небольшой аэропорт Сатна. Ближайший аэропорт, принимающий регулярные рейсы, расположен в городе Джабалпур, примерно в 220 км от Сатны. Имеется железнодорожное сообщение. Через Сатну проходит национальное шоссе № 7 (Варанаси—Каньякумари), а также национальное шоссе № 75.